# Spinnerei Murg
Die Spinnerei Murg bestand von 1836 bis 1996 in Murg am Walensee. Nach der Schliessung des Spinnereibetriebs wurden die ehemaligen Fabrik- und Lagerhallen für Gastgewerbe, Loftwohnungen, Ateliers, Gewerberäume und Werkstätten umgenutzt.

## Geschichte
Um das Jahr 1815 herum ergab sich im Rahmen technischer Umwälzungen (Industrialisierung) auch in der Schweiz ein gesellschaftlicher Wandel von der ursprünglichen Manufaktur und Heimarbeit zu einer Fabrikindustrie. In Murg bot die Wasserkraft des Murgbachs einen geeigneten Standort. 1836 gründete Othmar Blumer aus Glarus mit finanzieller Unterstützung kapitalkräftiger Basler im Ort eine Spinnerei. Der Betrieb wurde 1838 aufgenommen.
1848 wurde statt des Wasserrades eine Turbine der Firma Escher, Wyss & Cie installiert. 1861 zerstörte eine Feuersbrunst das Hauptgebäude. Nach drei Jahren Wiederaufbau wurde die Spinnerei 1864 erneut in Betrieb genommen. Durch weiteren Ausbau konnte eine verbesserte Nutzung der Wasserkraft erreicht werden.
1900 wurde die Gründung einer Aktiengesellschaft beschlossen. An die Spitze des Unternehmens gelangte Cosmus Schindler-Dorer, ein angeheirateter Verwandter der Besitzer, der es verstand, zwischen 1900 und 1950 trotz mehrerer schwerer Konjunkturtiefs den Betrieb beständig auszubauen. Soziale Werke und Fürsorgeeinrichtungen für die Mitarbeiter wurden eingerichtet. Ab 1946 wurden auf Grund von Arbeitskräftemangel italienische Arbeiterinnen eingestellt. Für sie wurde eigens das «Mädchenheim» oberhalb der Fabrik renoviert.
1950 beging man das 50. Firmenjubiläum. Im selben Jahr erfolgte nach dem Tod von Cosmus Schindler ein Wechsel in der Geschäftsführung. Seine Enkel Hans Peter und Heinrich von Ziegler leiteten das Unternehmen bis 1992. Ab 1970 wurde mit neuerlichen Investitionen die Spinnerei mit modernen und produktiveren Maschinen ausgerüstet, um im harten Wettbewerb existieren zu können. Die Kapazitäten wurden ausgebaut, ein neuer Fabrikteil wurde Ende der 1970er-Jahre erstellt. Für die Mitarbeiter wurden moderne Wohnungen errichtet.
1989 wurde im Dorfkern ein neues Lagerhaus erstellt. Weitere Investitionen in Maschinen und eine Erneuerung des Kraftwerkes am Murgbach standen an. Gleichzeitig öffnete sich der Osten Europas: Die Textilindustrie begann abzuwandern. Ein Expansionsprojekt nach Portugal musste gestoppt werden. In den 1990er-Jahren brachte die Globalisierung eine Verlagerung der Arbeitsplätze zuerst in der Konfektion, dann wurden immer mehr Webereien und Strickereien verlegt. Die Kunden der Spinnereien wanderten nach Osteuropa, später nach Asien ab. Es war nicht mehr möglich, rentabel zu produzieren, und es bestand keine Hoffnung auf Erholung. Der stärkere Schweizerfranken belastete die Wettbewerbsfähigkeit zusätzlich.
1992 übernahm Dieter von Ziegler, Sohn von Heinrich, die Geschäftsleitung. Kooperationen mit indischen Spinnereien wurden aufgebaut, um dem Globalisierungsdruck Rechnung zu tragen. Nach einer wechselvollen Geschichte wurde 1996 der Spinnereibetrieb in Murg eingestellt, ein Teil des Liegenschaftenbestandes wurde verkauft und die Maschinen liquidiert.

## Umnutzung

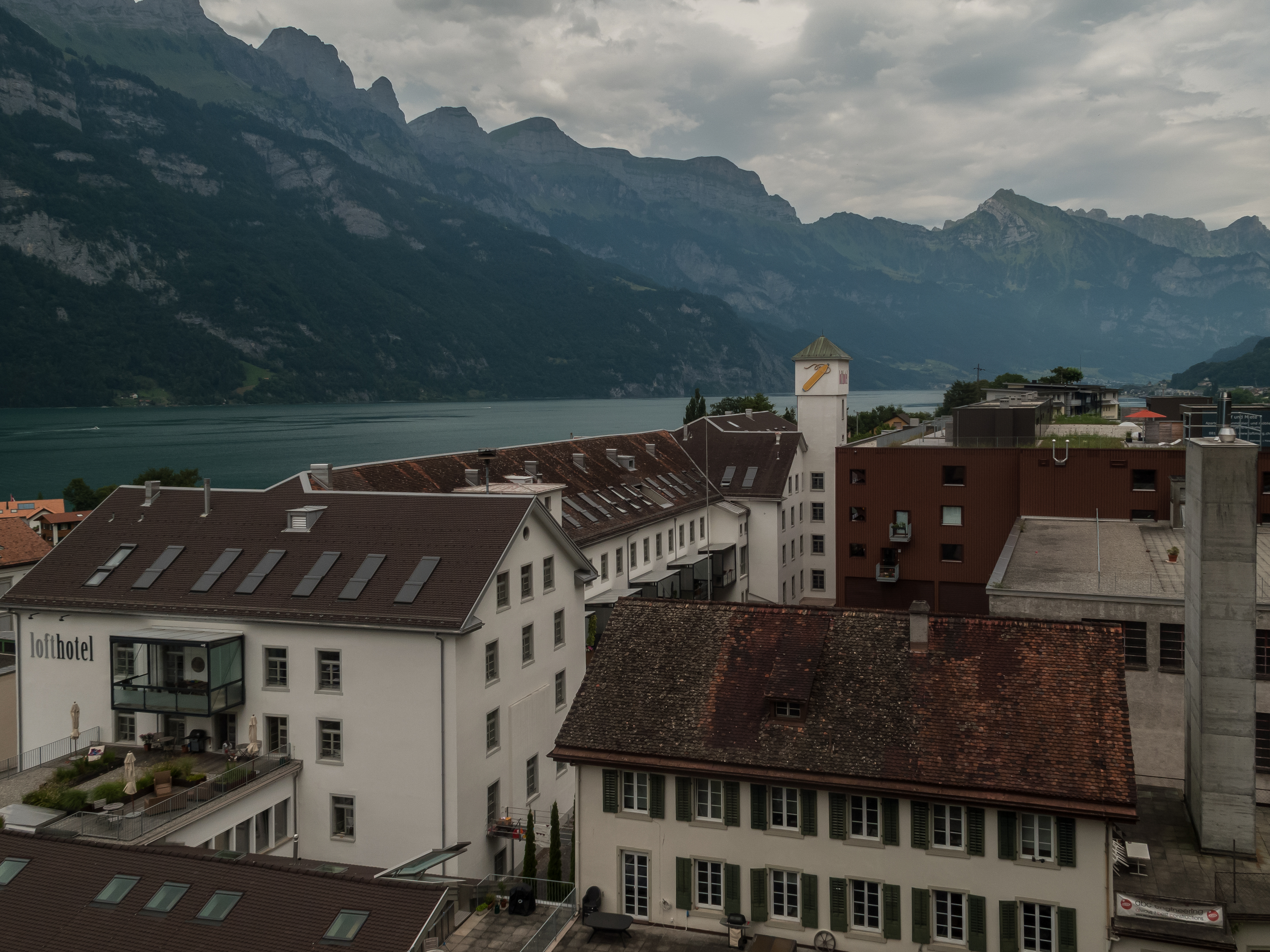
Ein Teil des Areals, im Hintergrund der Walensee

Die Spinnerei wurde nach der Schliessung etappenweise umgebaut. Dafür wurde das Konzept einer gemischten Nutzung entwickelt. Im Jahr 2000 kauften Dieter und Esther von Ziegler Aktien aus dem grösseren Familienumfeld auf; es erfolgte ein Besitzerwechsel. Die azireal AG fungierte fortan als Arealentwicklerin, Bauherrin, teilweise Bauleiterin sowie als Verkaufs- und Verwaltungsorganisation.
In einem ersten Bauabschnitt entstanden im «Altbau» (Baujahr 1836, 1862) in den Jahren 2006 und 2007 Lofts, ein Hotel, Ateliers, Gewerberäume und Werkstätten. Spatenstich und Grundsteinlegung erfolgten im Beisein von Regierungsrätin Heidi Hanselmann. Die Baugenehmigung beinhaltete eine Rückbildung auf die Ursprungsfassade und die Berücksichtigung denkmalpflegerischer Aspekte.
2011 wurde der «Neubau» aus den 1970er-Jahren in Lofts, Ateliers, Tennis-/Eventhalle, Wellness- und Fitnessbereich sowie Garage umgenutzt. Verschiedene Zwischenbauten wurden parallel dazu renoviert. Das gesamte Areal wurde 2012 mit dem Architekturpreis «Roter Nagel» ausgezeichnet. 2014 und 2015 wurden weitere Nebengebäude für die Umnutzung umgebaut.